# Heringsdorf (Ostholstein)
Heringsdorf település Németországban, Schleswig-Holstein tartományban. Lakosainak száma 1156 fő (2023. december 31.).

## Népesség
A település népességének változása:
| Lakosok száma | 1004 | 1158 | 1120 | 1135 | 1161 | 1156 |
|               | 1975 | 2017 | 2019 | 2021 | 2022 | 2023 |